# دنت (ویرجینیای غربی)
دنت (به انگلیسی: Dent) یک منطقهٔ مسکونی در ایالات متحده آمریکا است که در شهرستان باربر، ویرجینیای غربی واقع شده‌است. دنت ۴۰۲٫۰۴ متر بالاتر از سطح دریا واقع شده‌است.